# Joseph Léon Lignières
Joseph Léon Lignières (26 mars 1868 à Saint-Mihiel - 19 octobre 1933 à Buenos-Aires) est un vétérinaire et bactériologiste franco-argentin, qui est l'autorité binomiale pour le genre de bactérie Salmonella.

## Biographie
Joseph Léon Marcel Lignières est né à Saint-Mihiel dans la Meuse. Il est élève à l'École vétérinaire d'Alfort de 1886 à 1890. Fin 1890, il est nommé au poste de répétiteur auxiliaire de la chaire des maladies contagieuses laquelle est présidée par Edmond Nocard. Il est chef des travaux à partir de 1894 et jusqu'en janvier 1898. Joseph Léon Lignières a décrit durant cette période le genre d'acariens Hemisarcoptes et il commence  sa carrière bactériologique avec l'étude des pasteurelloses avec la description en 1898, de la septicémie hémorragique chez le mouton puis en 1900 de la Pasteurellose.
Le 1er janvier 1898, il est chargé d'une mission en Argentine pour y étudier les maladies infectieuses telles que la «tristeza» et la «malaria bovine». Renouvelée, sa mission le conduit à organiser le laboratoire de bactériologie de Buenos-Aires. Il étudie les salmonelloses et décrit le genre Salmonella en 1900. Il travaille ensuite sur les sérums et vaccins, notamment le vaccin de la fièvre aphteuse, la malaria bovine, l'anaplasmose bovine, la piroplasmose bovine (fièvre du Texas), le mal de Caderas.
Joseph Léon Lignières devient professeur de bactériologie à la Faculté vétérinaire et d'agronomie de Buenos-Aires et directeur de l'Institut national de bactériologie de cette même ville,.
Il décrit l'actinobacillose et isole Actinobacillus et travaille sur les actinomycoses, la strongylose gastro-intestinale du mouton, et la fièvre aphteuse. En 1912, il publie la première description d'artériosclérose du mouton.

## Travaux
- Joseph Léon Lignières, « Maladies du porc », Bulletin of the Society for Central Medical Veterinarians, vol. 18,‎ 1900, p. 389-431[2]
- Joseph Léon Lignières, « Contribution à l’etude et à la classification des septicémies hémorrhagiques. Les Pasteurelloses. », Ann. Inst. Pasteur, vol. 15,‎ 1900, p. 734-736[2]
- Joseph Léon Lignières et J. Spitz, « Contribution à l’étude des affections connues sous le nom  d’actinomycose – actinobacilllose. », Rev. Soc. Med. Arg., vol. 5,‎ 1902, p. 105[2]
- Joseph Léon Lignières et J. Spitz, « Contribution à l’étude des affections connues sous le nom  d’actinomycose. », Arch. Parasitol., vol. 7,‎ 1903, p. 248[2]

## Société savantes
Joseph Léon Lignières a été membre de divers institut et sociétés savantes :
- Élu correspondant national de l'Académie de médecine pour la division de médecine vétérinaire le 27 janvier 1920
- Membre honoraire de l'Académie vétérinaire
- Membre non résidant de l'Académie d'Agriculture
- Membre de la Société zoologique de France
- Correspondant de la Société de pathologie exotique

## Prix et récompenses
Tout au long de sa carrière, Lignières a reçu divers prix :
- Lauréat de l'Institut
- Lauréat de l'Académie de Médecine
- Lauréat de l'Académie d'Agriculture
- Lauréat de la Société des Agriculteurs de France
- Lauréat de la Société d'Acclimatation
- commandeur de la Légion d'honneur.

## Éponymie
- La bactérie Actinobacillus lignieresii a été nommé en son honneur[2].

## Autorité
Il devient l'autorité binomiale en taxonomie pour le genre bactérien Salmonella.
Lignières est l'abréviation d'autorité utilisée pour indiquer cette personne comme l'auteur lors de la citation d'un nom botanique.
Lignières est l’abréviation botanique standard de Joseph Léon Lignières.
Consulter la liste des abréviations d'auteur en botanique ou la liste des plantes assignées à cet auteur par l'IPNI, la liste des champignons assignés par MycoBank, la liste des algues assignées par l'AlgaeBase et la liste des fossiles assignés à cet auteur par l'IFPNI.